# Гельмут Бауер
Гельмут Бауер (нім. Helmut Bauer; 2 лютого 1920, Шеффленц — 30 листопада 1967, Вертгайм) — німецький офіцер, оберштурмфюрер СС. Кавалер Лицарського хреста Залізного хреста.

## Біографія
1 листопада 1938 року вступи в 17-ту роту полку СС «Дойчланд». Учасник Польської і Французької кампаній, після яких був переведений в розвідувальний дивізіон «Германія» (згодом перейменований на «Вікінг»). Учасник Німецько-радянської війни. Влітку 1942 року призначений командиром взводу 3-ї роти 2-го дивізіону 5-го танкового полку СС «Вікінг» 5-ї танкової дивізії СС «Вікінг». Відзначився у боях біля Ізюма в липні-серпні 1943 року, коли його взвод, вирушивши на допомогу 2-й роті свого полку, зіткнувся з численними радянськими танками. Маючи всього 4 танки, Бауер атакував радянські війська. Його взвод без жодних втрат знищив 13 танків (11 Т-34, Churchill Mark IV і Т-70). Згодом Бауер був важко поранений і після тривалого лікування влітку 1944 року став ад'ютантом дивізіону, а потім — командиром роти свого полку. В кінці війни командував танковою групою «Бауер» своєї дивізії.

## Звання
- Манн СС (1938)
- Обершарфюрер СС (1 червня 1943)
- Унтерштурмфюрер СС (1943)
- Оберштурмфюрер СС (1944)

## Нагороди
- Залізний хрест
  - 2-го класу (27 липня 1941)
  - 1-го класу (7 березня 1943)
- Нагрудний знак «За танкову атаку» в сріблі
- Медаль «За зимову кампанію на Сході 1941/42» (1942)
- Лицарський хрест Залізного хреста (12 вересня 1943)
- Нагрудний знак «За поранення» в сріблі